# Victor Stârcea
Victor baron de Stârcea (în germană Viktor Freiherr von Styrcea, alternativ și Styrzza sau Styrczea; n. 2 februarie 1839, Crasna, Imperiul Austriac – d. 10 octombrie 1908, Cernăuți, Austro-Ungaria) a fost un om politic român din Ducatul Bucovinei, deputat în Consiliul Imperial.

## Origine

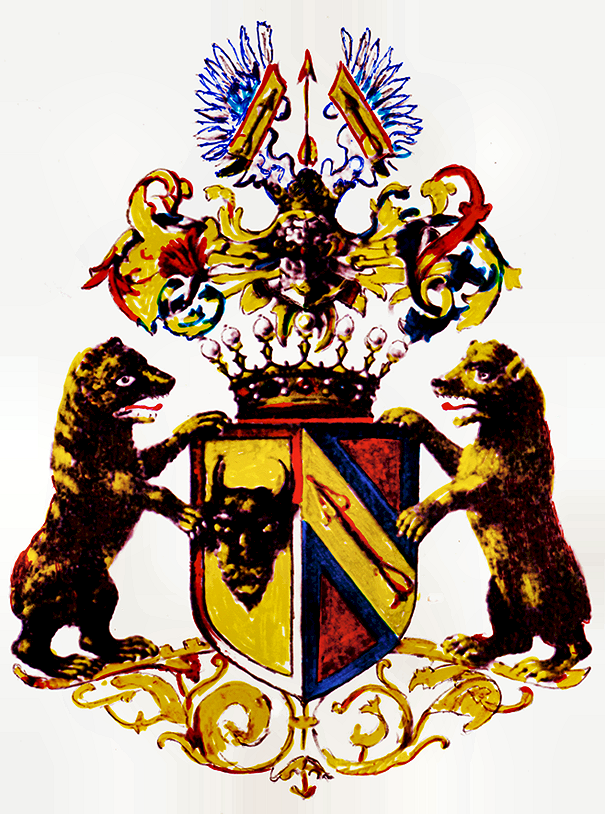
Stema baronilor de Stârcea 1880

Provenea din vechea familie de boieri moldoveni Stârcea, incluși în nobilimea austriacă și ridicați la rangul de baroni.

## Biografie
Stârcea s-a născut în 1839, în Crasna, pe atunci în Imperiul Austriac (azi în Ucraina). A absolvit Academia Militară Tereziană în 1858, devenind ofițer. În 1860 s-a pensionat cu gradul de locotenent, concentrându-se pe moșiile sale din România și Austria.

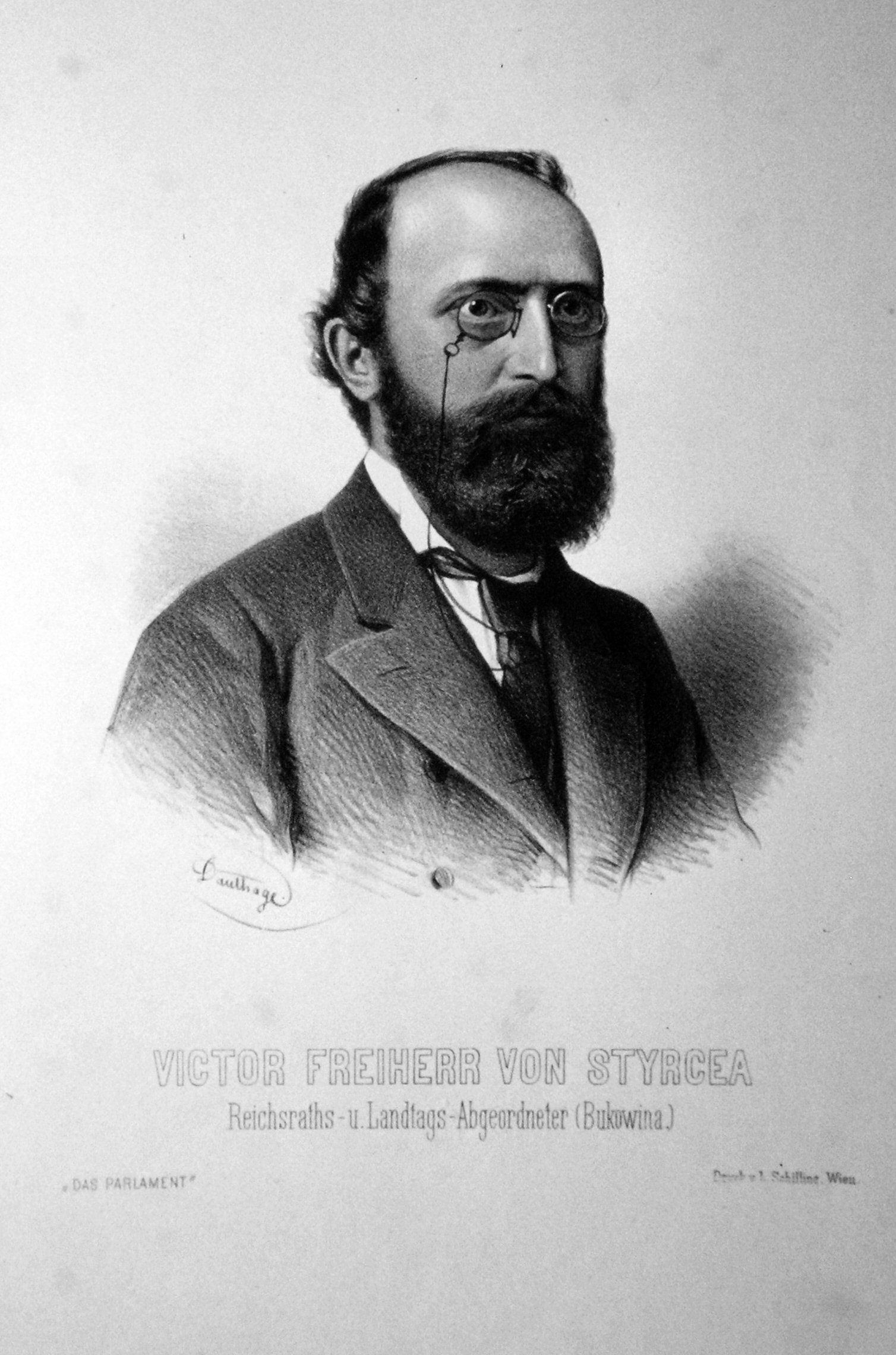
Baronul Victor Stârcea prin anii 1880

În perioada 1879-1894 a fost membru al Consiliului Imperial al Austriei, iar între anii 1870-1873, 1874-1875 și 1881-1898 a fost deputat în Dieta Bucovinei. A făcut parte din gruparea autonomistă, condusă de Alexandru Petrino, iar apoi de Alexandru Wassilko de Serecki.
Stârcea a fost un puternic susținător al spiritului românesc din Imperiul Austro-Ungar și în special din Bucovina, fiind între anii 1882-1889 președinte al Societății pentru Cultura și Literatura Română în Bucovina (fiind precedat de Gheorghe de Hurmuzachi și succedat de Ioan Zotta). Stârcea a mai fost ales, la 21 decembrie 1886, vicepreședinte al consiliului de administrație al băncii „Boden-Credit-Anstalt” (Instituția pentru pământ și credite).

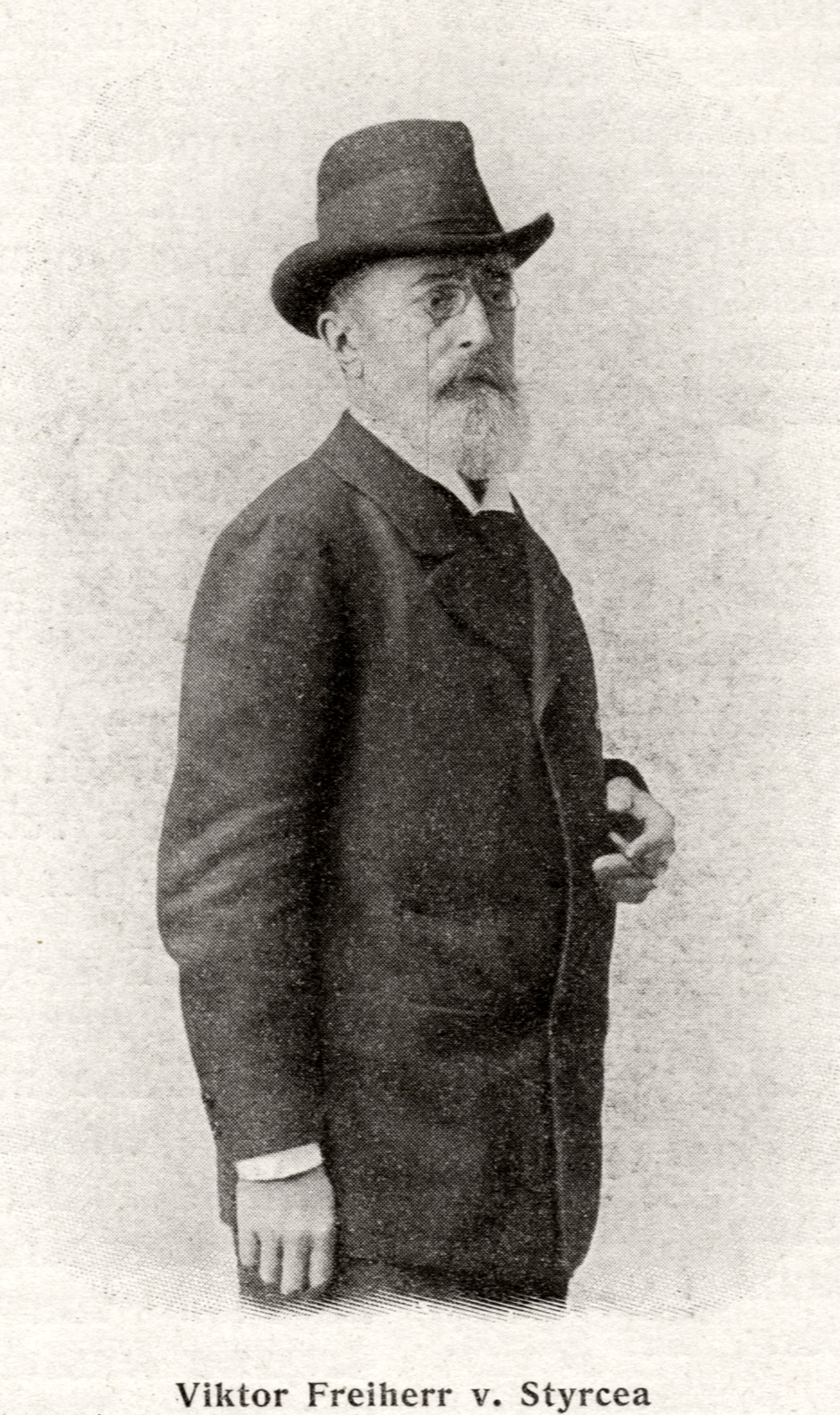
Baronul Victor Stârcea la începutul anilor 1900

Baronul a decedat în 1908 la Cernăuți, fiind înmormântat în Crasna. Fiul său, Ioan Stârcea, a fost ambasador al Austriei în Chile și Peru.